# Forschungsstation Insel Samoilow
Koordinaten: 72° 22′ 6″ N, 126° 28′ 29″ O

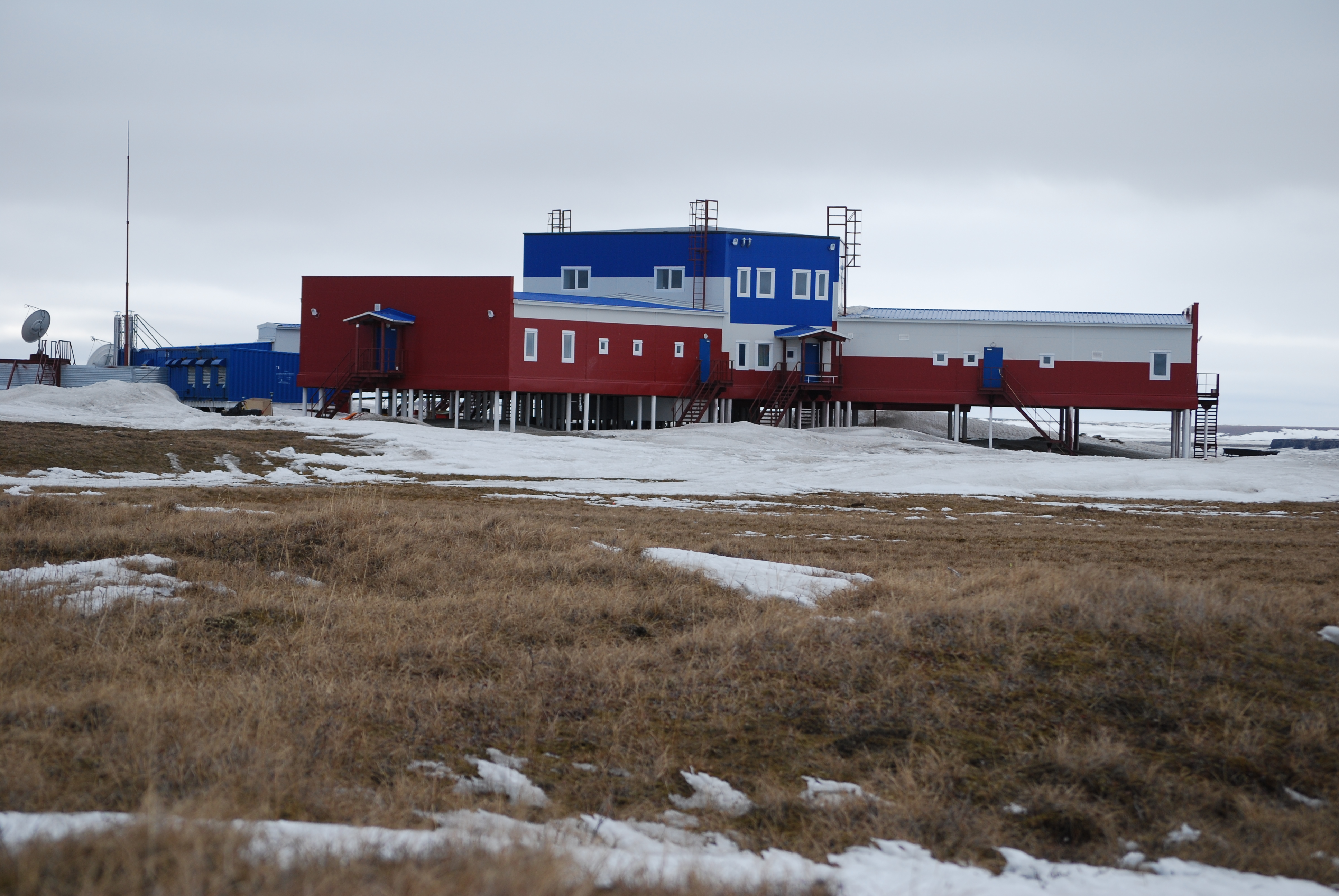
Samoilow-Station

Die Forschungsstation Insel Samoilow (russisch научно-исследовательская станция «Остров Самойловский») ist eine im sibirischen Lenadelta gelegene russisch-deutsche Forschungsstation. Betrieben wird sie vom Trofimuk-Institut für Erdöl-Erdgas-Geologie und -Geophysik, das der Sibirischen Abteilung der Russischen Akademie der Wissenschaften unterstellt ist. Hauptnutzer waren bis 2021 die seit 1999 jährlich stattfindenden gemeinsamen LENA-Expeditionen des Alfred-Wegener-Instituts (AWI) in Bremerhaven, des Arktischen und Antarktischen Forschungsinstituts in Sankt Petersburg und des Melnikow-Permafrost-Instituts in Jakutsk.

## Lage
Die Station befindet sich etwa 650 km nördlich des nördlichen Polarkreises an der Südküste der etwa 5 km² großen Insel Samoilow im südlichen Lenadelta, einem vom Menschen wenig beeinflussten Feuchtgebiet an der Laptewsee, das als Naturschutzgebiet ausgewiesen ist. Tiksi, der wichtigste Hafen der Republik Sacha, mit etwa 5000 Einwohnern liegt 115 km südöstlich. Er ist mit dem stationseigenen Motorboot in vier Stunden, mit dem Hubschrauber in 45 Minuten und unter Eisbedingungen mit dem geländegängigen Lastwagen des AWI in acht Stunden zu erreichen. In Tiksi befindet sich auch der nächste Flughafen, über den der Ort mit Moskau, Sankt Petersburg und Jakutsk verbunden ist.

## Geschichte
Die wissenschaftliche Erkundung des Lenadeltas begann in der zweiten Hälfte des 19. Jahrhunderts. Von 1882 bis 1884 befand sich auf der Insel Sagastyr eine arktische Forschungsstation, die Russland im Rahmen des Ersten Internationalen Polarjahrs eingerichtet hatte. Dort nahmen Stabskapitän Nikolai Jürgens (1847–1898), der Arzt Alexander von Bunge (1851–1930) und der Mathematiker Adolph Eigner (1854–?) international koordinierte meteorologische und erdmagnetische Beobachtungen vor.
Die Forschungsstation auf der Insel Samoilow wurde 1998 in einem bestehenden, mit Pfählen im Permafrostboden verankerten Holzhaus der Verwaltung des Naturschutzgebiets Ust-Lenski eröffnet. Im Jahr 2005 wurde sie um einen Erweiterungsbau ergänzt, der direkt mit dem alten Haus verbunden ist, und ein Jahr später offiziell als russisch-deutsche Station wiedereröffnet. Die Station war zu dieser Zeit nur im Sommer besetzt. Erst seit der Eröffnung der neuen Station am 23. September 2013 ist eine ganzjährige Nutzung möglich.

## Beschreibung
Das neue Hauptgebäude der Forschungsstation besteht aus drei Flügeln und hat eine überdachte Fläche von 1214 m². Es besitzt 10 Schlafräume mit insgesamt 30 Betten, 4 Wohnräume, 7 Laboratorien, 5 Küchen, einen Besprechungsraum, einen Fitnessraum sowie 12 andere Räume. Darüber hinaus gibt es eine Garage von 313 m² Fläche, in der ein Raupentransporter, Quads, Motorschlitten und mehrere Boote untergebracht sind. Die Stromversorgung erfolgt durch einen Dieselgenerator (256 kVA) und eine 400-Watt-Windkraftanlage. Die Schlaf- und Arbeitsräume des alten Stationsgebäudes werden saisonal weiter genutzt. Die Stationsmannschaft besteht ganzjährig aus sechs Personen, im Sommer aus acht. Darüber hinaus können gleichzeitig 25 Gäste untergebracht werden. Die hochmodernen Labore sind mit leistungsfähigen Präzisionsgeräten ausgestattet.

## Klima
In der Umgebung der Station herrscht ein arktisches Klima mit Permafrost. Der Boden ist bis in eine Tiefe von 500–600 m gefroren. Nur im Sommer taut an der Oberfläche eine 30–50 cm dicke Schicht auf. Die mittlere Jahrestemperatur beträgt −13,6 °C. Der kälteste Monat ist der Februar mit durchschnittlich −33,2 °C, der wärmste der Juli mit durchschnittlich 9,3 °C. Der Wind weht meistens aus Nordost mit einer mittleren Geschwindigkeit von 4,35 m/s. Im Jahr fallen im Mittel 319 mm Niederschlag als Schnee oder Regen.

## Forschung
Das Lenadelta spielt eine Schlüsselrolle für das Verständnis von Prozessen im Permafrostboden der sibirischen Arktis. Langfristige Forschungsprogramme betreffen das ganzjährige Monitoring von Klima und Permafrost, Flusshydrologie, Geomorphologie, Permafrostdynamik, arktische Küstendynamik und Hydrobiologie. Die Erforschung der Wechselwirkungen zwischen dem lokalen Ökosystem und der Atmosphäre soll die Möglichkeit der Beurteilung und Voraussage von Klimaänderungen in der Region erlauben. Einen Schwerpunkt bilden Fragen der Umsetzung und Emission von Treibhausgasen, insbesondere von Methan. Andere Untersuchungen betreffen die Entwicklung der Landschaften im Lenadelta durch veränderte Auftauprozesse.